# ویکتور نورنبرگ
ویکتور نورنبرگ (انگلیسی: Victor Nurenberg; ۲۲ نوامبر ۱۹۳۰ – ۲۲ آوریل ۲۰۱۰) بازیکن و مربی فوتبال اهل لوکزامبورگ بود.
از باشگاه‌هایی که در آن بازی کرده است می‌توان به باشگاه فوتبال نیس، باشگاه فوتبال باستیا، باشگاه فوتبال المپیک لیون، و باشگاه فوتبال سوشو اشاره کرد.
وی همچنین در تیم ملی فوتبال لوکزامبورگ بازی کرده است.